# Lissadell House
Lissadell House er et nyklassicistisk græsk renæssancestil country house i County Sligo, Irland.
Huset blev opført mellem 1830 og 1835 til Sir Robert Gore-Booth, 4th Baronet (1784–1835) af arkitekten Francis Goodwin fra London. Sir Robert efterlod ejendommen til sin søn, Sir Henry Gore-Booth, 5. Baronet.